# Кохаб
Кохаб (β на Малка мечка) е втората най-ярка звезда в съзвездието Малка мечка след Полярната звезда. Тя е оранжев гигант, спектрален клас К4 III, с видима звездна величина 2,08m, температура на повърхността 4030 K и разстояние до Земята около 126 светлинни години. Кохаб е двойна звезда: спътникът със звездна величина 11,3m се намира на ъглово разстояние 3,4 " от главната звезда клас K5.
В периода приблизително от 2000 г. пр.н.е. до 500 г. Кохаб е най-близката ярка звезда до северния небесен полюс и играе ролята на Полярна звезда, което е отразено в арабското ѝ име Ал кохаб ал-Шам الكوكب الشمالي (Северна звезда). В Китай е наречена „кралска звезда“. Поради прецесията днес най-близо до северния полюс е α Малката мечка.

Астрономическо положение в началото на 2000 г.:
AR = 14 ч. 50 мин. 42,3 с.; D = + 74° 09' 20";
Long = 133° 19' 10"; Lat = + 72° 59' 15".

## Планетарна система
През 2014 група от корейски астрономи, работещи със спектрографа Боес, обявява откриването на планета в системата на β Малка мечка. Тя има 6,1 пъти по-голяма маса от Юпитер и обикаля около звездата по елиптична орбита с голяма полуос и 1,4 e., като прави пълен оборот за 522,3 дни.

## Астрологически аспекти
Според Птолемей, Кохаб има същото качество като Сатурн и в по-малка степен Венера.
Според наблюденията на Eбертин и Хофман, Кохаб действа като Марс. Когато се свързва с афликтираното Слънце, тази звезда указва самоубийство, дава саморазрушителни тенденции. При това немски изследователи уточняват, че действието на Кохаб още не е изследвано до край.
Ригор казва, че тази звезда дава на родения безгранична смелост, бързина, сила; с Кохаб са свързани изгодите във военните работи, растежа на авторитета, нанесените вреди от злоба. Според Ригор, основно Кохаб трябва да се използва при разглеждане на негативните рождени карти, при внимателно претегляне на всички нюанси. В авестийската традиция Кохаб, епигони (слуги), на който са Юпитер, Меркурий и Луната – е една звезда, много добра за туристите, да получат щастие в чужбина. Тя дава авторитет далеч от дома прави човека любопитен, винаги откриващ новото. Кохаб обещава добро семейство, издигане чрез брак; човек, имащ нейните прояви в хороскопа, може да се намери съпруга (съпруг) в чужда земя.
В теорията на Д. Кутальов за системната интерпретация на звездите Кохаб като Бета на Малка мечка съответства на елемента на стихията на Земята на първото, най-ниско ниво на проявление, и като звездата на клас K се асоциира със Слънцето. Според тази теория, тя е свързана с вярност и лоялност на приятели и единомишленици, с чувство за сигурност и опека от по-мъдри и по-възрастни хора, или от водещи и висшестоящи личности. Тази защита и закрила се чувства много ясно и се проявява в много специфични неща и конкретни събития. Отрицателни черти, които могат да се развият у родения под влиянието на Кохаб, са прекомерно самочувствие, чувство за всепозволеност, разрушителната дейност, без да се отчитат последиците.